# Саруфуцу
Саруфуцу (яп. 猿払村 Саруфуцу-мура) — село в Японии, находящееся в уезде Соя округа Соя губернаторства Хоккайдо. Площадь села составляет 590,00 км², население — 2830 человек (30 июня 2014), плотность населения — 4,80 чел./км².

## Географическое положение
Село расположено на острове Хоккайдо в губернаторстве Хоккайдо. С ним граничат город Вакканай и посёлки Тоётоми, Хоронобе, Хаматомбецу.

## Население
Население села составляет 2830 человек (30 июня 2014), а плотность — 4,80 чел./км². Изменение численности населения с 1980 по 2005 годы:
| 1980 | 3358 чел. |  |
| 1985 | 3374 чел. |  |
| 1990 | 3206 чел. |  |
| 1995 | 3121 чел. |  |
| 2000 | 2980 чел. |  |
| 2005 | 2940 чел. |  |